# Marie Catherine Josephe de Merode
Marie-Catherine-Josèphe de Merode (Louvain, 10 avril 1743 – Bruxelles, 26 mars 1794 ), comtesse de Merode et princesse de Rubempré et d'Everberg, est une aristocrate des Pays-Bas méridionaux qui a dirigé la noble maison de Merode pendant de nombreuses années.

## Origines et enfance
Marie-Catherine est née le 10 avril 1743 au Couvent des Sœurs Noires de Louvain. Elle est le fruit d'un mariage d'amour et sa naissance suscite un certain émoi dans les milieus nobles. En effet, sa mère, Catherine Ocreman (1701-1770), n'a pas séjourné volontairement au Couvent des Sœurs Noires. Elle y fut mise sous séquestre après que son mari Maximilien-Léopold (1710-1769/1773), comte de Merode et prince de Rubempré et d'Everberg, eut été emprisonné dans la citadelle d'Anvers par l'impératrice Marie-Thérèse d'Autriche. La raison de cet emprisonnement était le «mariage scandaleux du siècle». Maximilien-Léopold, membre respecté de la noblesse de cour bruxelloise, avait en effet épousé la lingère de sa famille dont il était amoureux depuis quatorze ans. Cette mésalliance fut immédiatement combattu par la famille du prince, ce qui aboutit finalement à l'emprisonnement de Maximilien-Léopold et Catherine Ocreman pendant sept mois. L’enquête ayant révélé la validité juridique de leur mariage, l’impératrice n’eut d’autre choix que de les libérer. Malgré toutes les pressions exercées sur le prince, le mariage non conventionnel a survécu. Le 20 décembre 1745, la famille s'agrandit d'une deuxième fille, Honorine-Catherine-Joséphine (1745-1768).
En 1751, Marie-Catherine devient pensionnaire au couvent de Berlaymont à Bruxelles. Le pensionnat de Berlaymont était l'une des institutions éducatives pour filles les plus prestigieuses de la capitale. Les filles de l'aristocratie et de la haute bourgeoisie y recevaient une éducation soucieuse de leur classe. Outre l'instruction religieuse nécessaire, Marie-Catherine y apprend à lire, à écrire et à calculer. Ces matières de base étaient complétées par des cours d'espagnol, de français, d'histoire, de géographie et de mythologie. Une attention particulière a également été accordée aux sujets artistiques. Marie-Catherine apprend à jouer du clavecin et reçoit des cours de danse et de théâtre. Les connaissances qui lui sont transmises, visent à la préparer à son futur rôle dans la société. Marie-Catherine devra être capable de se comporter correctement dans les cercles les plus élevés, de gérer son ménage et d’assister son mari et ses fils.

## Mariage et enfants
Le 31 mars 1759, Marie-Catherine épouse un parent éloigné, Philippe-Maximilien, comte de Merode et du Saint-Empire romain germanique, baron d'Harchies et seigneur de Grandglise (4 juillet 1729 – 25 janvier 1773). Héritier universel de son frère Jean-Guillaume-Augustin de Merode (1722-1763), Philippe-Maximilien hérite en 1763 de tous les biens mobiliers et immobiliers de la famille de Merode-Westerlo et devient ainsi le septième marquis de Westerlo. Ce mariage réunit ainsi deux branches de la Maison de Merode: la branche principale de Merode-Westerlo et la branche secondaire riche de Merode-Rubempré.
La famille s'agrandit bientôt. Après une fausse couche en août 1759, Marie-Catherine, dix-sept ans, donne naissance à un fils, Maximilien-Léopold, le 19 juin 1760. A peine âgé de huit mois, le petit comte de Merode décède. Quelques mois plus tard, le 18 juillet 1761, elle donne naissance à une fille, Honorine-Léopolde-Ghislaine (1761-1829). La grossesse suivante ne s'est pas fait attendre, mais elle a été extrêmement difficile. Au cours de l'été 1762, la comtesse tomba gravement malade et son mari craignit à plusieurs reprises pour sa vie. Elle finit par se rétablir et donne naissance à un fils tant attendu, Guillaume-Charles-Ghislain (1762-1830), le 16 septembre 1762. Suivront deux autres filles : Marie-Philipinne-Félix-Ghislaine (1764-1815) et Joséphine-Léopoldine-Ghislaine (1765-1824).
Le 25 janvier 1773, Philippe-Maximilien meurt à l'âge de 43 ans. Marie-Catherine se retrouve alors avec quatre enfants mineurs. Le fils et héritier Charles avait à peine dix ans et est donc bien trop jeune pour bien gérer l'héritage de son père.

## A la tête de la famille
Après le décès de son mari, Marie-Catherine devient chef de la famille de Merode. Initialement, fin 1769, en tant qu'héritière universelle de son père, elle avait hérité de tous la patrimoine de la branche de Mérode-Rubempré. Tant que son mari était en vie, il avait géré cet héritage pour elle. En effet, une femme mariée était incapable sous l’Ancien Régime. Cela a changé après la mort de Philippe-Maximilien. En tant que veuve, elle avait beaucoup plus de droits et pouvait gérer elle-même son héritage. De plus, jusqu'à la majorité de son fils, elle était également responsable de la gestion du patrimoine de la branche de Merode-Westerlo. En tant que tutrice et régente, elle pouvait gérer ces domaines comme bon lui semblait. Marie-Catherine se retrouve soudain à la tête d'un gigantesque patrimoine nobiliaire dont les domaines s’étendent sur les Pays-Bas méridionaux, les Provinces-Unies, la France et le Saint-Empire Romain germanique. La comtesse veilla à ce que l'héritage de son fils soit assuré et passe les années suivantes à exploiter intensivement les domaines de la famille de Merode.

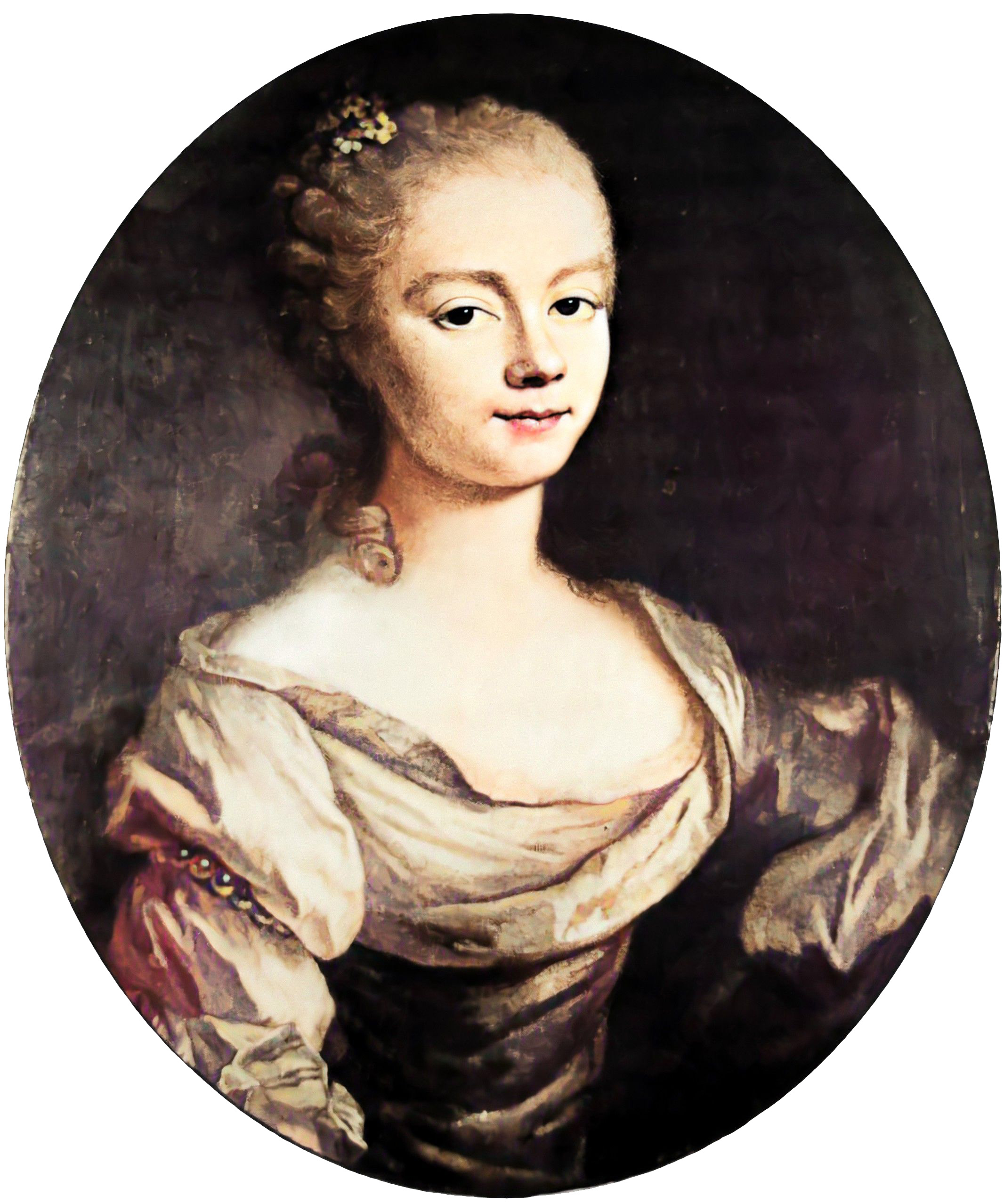
Portrait de Marie-Catherine en 1761.

Le veuvage a également changé beaucoup de choses dans la vie privée de Marie-Catherine. Au cours de l'été 1774, un an et demi après la mort de son mari, la comtesse découvre qu'elle est enceinte. La grossesse fut gardée secrète et Marie-Catherine donna finalement naissance à une fille, Marie-Anne-Pauline (1774-1826), à Strasbourg le 24 décembre 1774. Quelques mois après la naissance, Marie-Catherine retourne à Bruxelles. La petite Pauline resta à Strasbourg et son existence fut tenue secrète pendant quelques années. Le père de l'enfant était Chrétien-Louis (1731-1822), comte de Lannoy de La Motterie. Bien que le comte soit un partenaire idéal, Marie-Catherine choisit de ne pas l'épouser immédiatement. Elle savait qu'un mariage aurait de graves conséquences sur sa position comme chef de famille et comme gestionnaire du patrimoine. En tant que veuve, elle pouvait agir de manière indépendante et active sans avoir à en répondre. Elle ne voulait pas renoncer à ce pouvoir. C'est probablement pour cette raison qu'elle n'avait pas prévu de se remarier, mais la grossesse avait mis des bâtons dans les roues. Ce n'est que le 22 avril 1776, près d'un an et demi après la naissance de sa fille Pauline, que Marie-Catherine épouse Chrétien-Louis. Là encore, le mariage se fait dans le plus grand secret. Le 5 mars 1777, le mariage fut finalement rendu public et ensuite solennellement célébré dans la Cathédrale Saint-Jacques-sur-Coudenberg à Bruxelles. Marie-Catherine avait inscrit dans son contrat de mariage qu'elle restait responsable en dernier ressort de la gestion du patrimoine de la famille de Merode. Elle s'assurait ainsi de conserver sa capacité juridique en tant que femme mariée et de pouvoir continuer à gérer elle-même son patrimoine et celui de ses enfants.
En 1785, Marie-Catherine fait déclarer majeur son fils Charles. Il est désormais à la tête du patrimoine de Mérode-Westerlo et peut le gérer comme il l’entend. Marie-Catherine reste responsable de la gestion des domaines hérités de son père. Son fils n'en hériterait qu'après sa mort,.

## Un maître d'oeuvre passionné

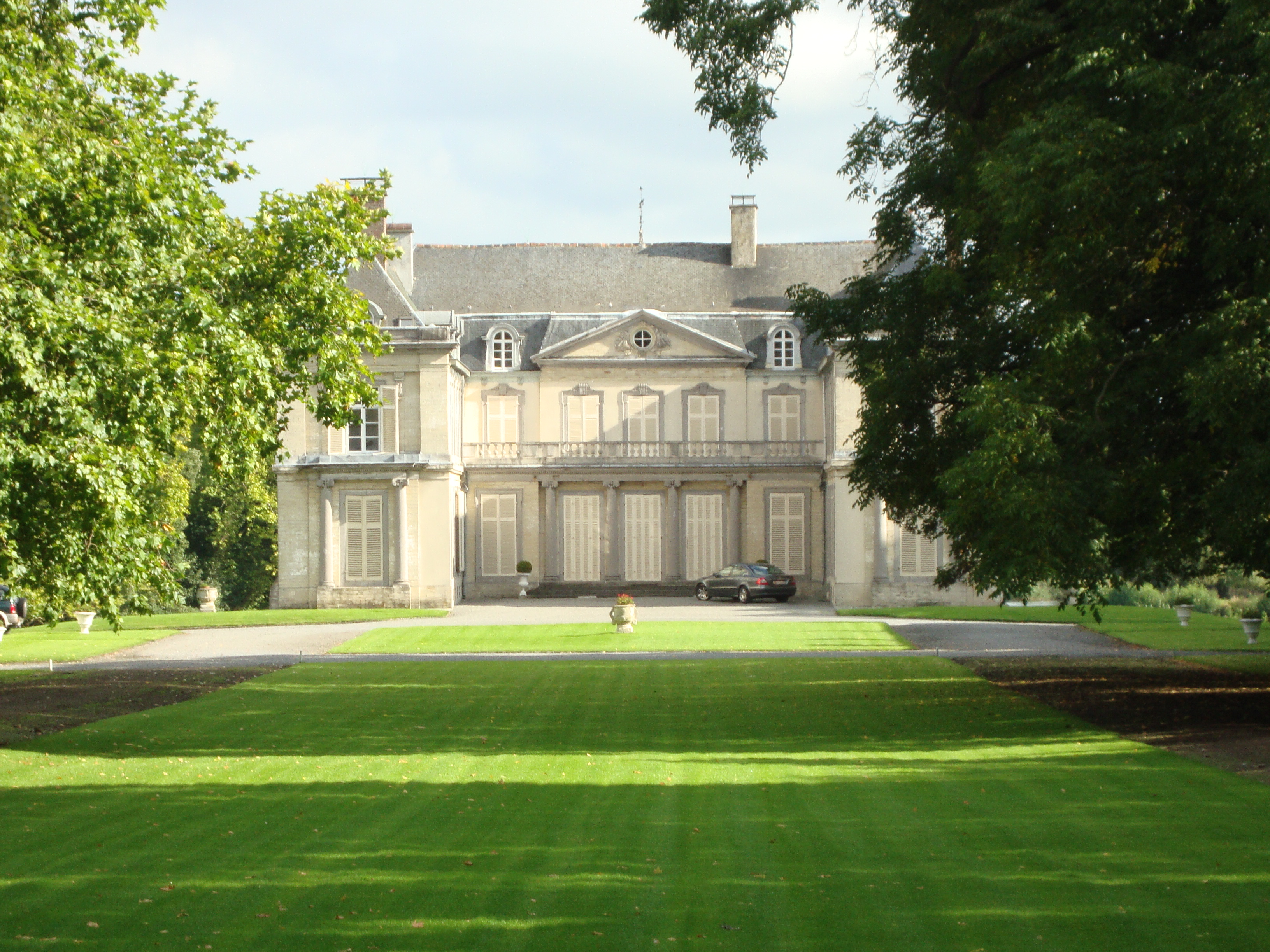
Château d'Everberg.

Dès la mort de son père fin 1769, Marie-Catherine avait prévu de moderniser sa résidence d'été, le château d'Everberg. Des plans ont été élaborés, mais n'ont pas abouti. Après la mort de Philippe-Maximilien début 1773, Marie-Catherine relance ce projet. Elle souhaitait transformer le château existant en un bâtiment moderne de style néoclassique. Pour ce faire, elle engageait l'architecte parisien Philippe-Jérôme Sandrié de Morcourt (†1789). L'architecte a inspecté et coordonné les travaux qui ont eu lieu entre 1773 et 1780. Les bâtiments existants ont été conservés dans la mesure du possible, bien qu'une nouvelle façade en pierre blanche ait été placée devant eux. Le nouveau château de style Louis XVI était en forme de U et formait un bel ensemble architectural. Jusqu'au milieu du XIXe siècle, le château était entouré d'eau sur les côtés et à l'arrière ; à l'avant, il donnait sur une grande cour. Ce n’est pas seulement le château lui-même qui a été rénové. La comtesse fit aussi démolir l'ancienne cour avec les bâtiments de ferme et la remplaça par deux grands pavillons, également de style Louis XVI. Le jardin du château a ensuite été pris en charge avec la création de plusieurs allées en un jardin à la française avec tous les éléments caractéristiques de cette époque, comme une orangerie et des serres.

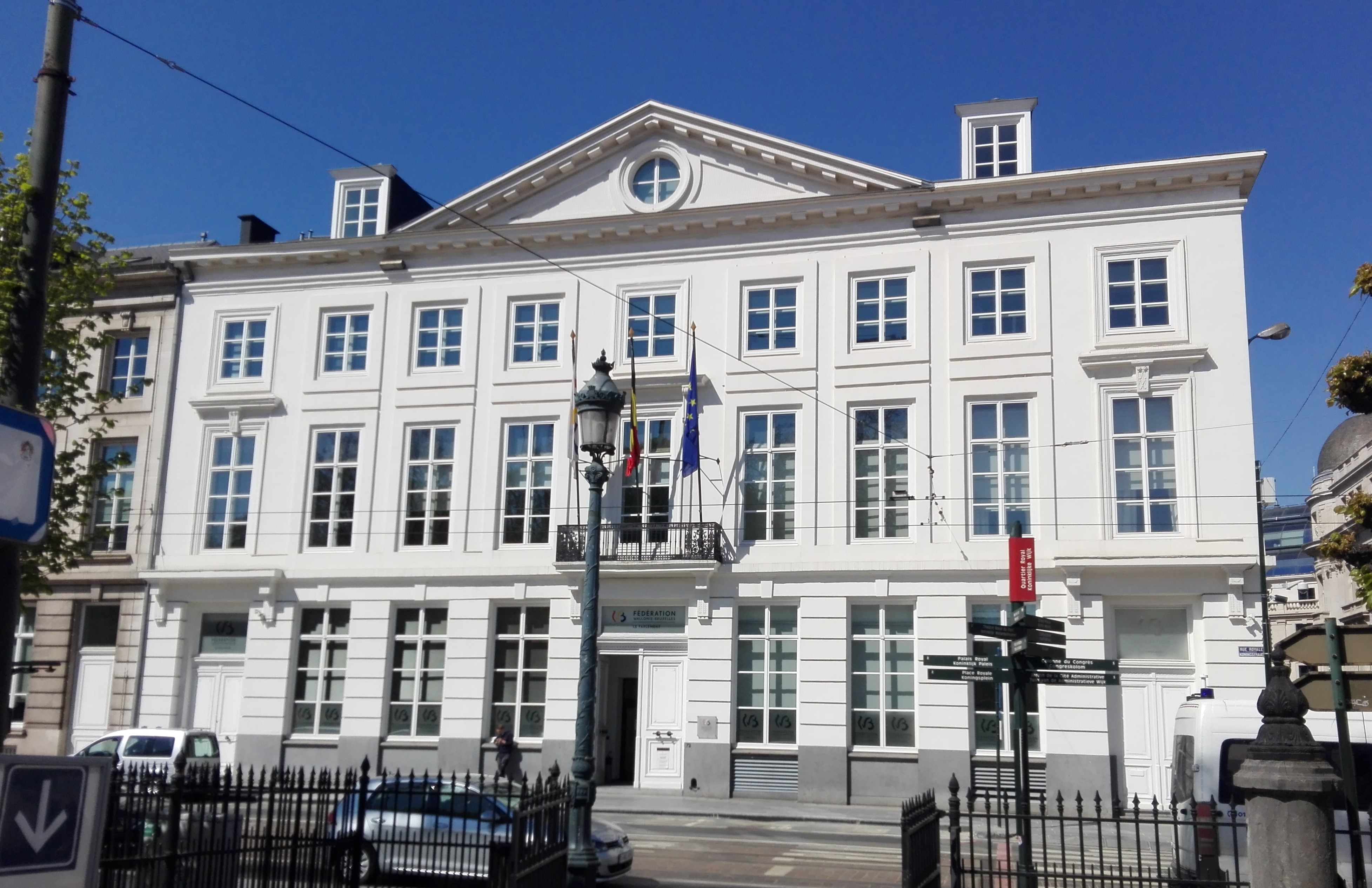
L'hôtel de Lannoy dans la rue Royale à Bruxelles.

La rénovation du château d'Everberg n'est pas le seul grand projet de Marie-Catherine. La création de la Place Royale à Bruxelles a eu des conséquences importantes pour l'hôtel de Rubempré, le luxueux hôtel particulier qui appartenait à la famille de Merode-Rubempré depuis des générations. Marie-Catherine n'étant pas d'accord avec les modifications qu'elle devrait apporter à son hôtel selon les plans de la nouvelle Place Royale, elle vendit son hôtel de ville à la Guilde des Brasseurs de Bruxelles en 1779. Elle achète ensuite quatre maisons dans la Rue Royale, qu'elle fait transformer en un nouveau hôtel de ville, l'Hôtel de Lannoy. Les travaux qui se déroulent de l'automne 1779 au début 1781 sont à nouveau dirigés par l'architecte Sandrié.

## La révolution brabançonne et les États belgiques unis
Après la mort de l'impératrice Marie-Thérèse, le 29 novembre 1790, son fils l'empereur Joseph II lui succède. Contrairement à sa mère, il souhaitait redessiner complètement les Pays-Bas sur les plans politique, judiciaire, administratif et religieux. Ses réformes ont été introduites rapidement et sans consultation et n'ont pas tenu compte des privilèges séculaires. Les différentes provinces qui composaient les Pays-Bas autrichiens n’avaient pas l’intention de l’accepter simplement. Marie-Catherine et son mari Chrétien-Louis ont été impliqués dans ces protestations dès le début. Dans une lettre du ministre plénipotentiaire français de 1789, Marie-Catherine est décrite comme quelqu'un qui ne mâchait pas ses mots, qui avait des idées politiques claires et qui agissait en conséquence. Son rôle précis ne peut pas être entièrement révélé en raison du manque de sources nécessaires. Pourtant, il est clair qu'elle s'est impliquée dans les débats politiques. Elle a participé, avec sa famille, à la résistance contre l'empereur Joseph II qui a conduit à l'éviction du gouvernement autrichien à l'automne 1789 lors de la Révolution brabançonne et à la création des États belgiques unis au début de 1790. La famille Merode-Lannoy était très attachée aux États belgiques unis, mais elle dû se rendre à l’évidence : les conflits internes, les problèmes financiers et l’évolution du contexte international firent que la confédération n’eut pas un longue durée de vie. Dès décembre 1790, les Pays-Bas furent reconquis par les Autrichiens,.

## Dernières années mouvementées
Pour Marie-Catherine et sa famille, le retour des Habsbourg était problématique. Ils avaient investi aux États belgiques unis jusqu'au bout. Bien sûr, les Autrichiens le savaient aussi. Marie-Catherine et Chrétien-Louis craignent des représailles et n'osent donc plus se montrer à Bruxelles. Ils se retirèrent au château d'Everberg pendant l'hiver 1790. Comme la famille Merode-Lannoy ne s'y sentait plus en sécurité et que Chrétien-Louis craignait également d'être exclu de l'amnistie par le nouvel empereur Léopold II, la famille décida de fuir les Pays-Bas. Au printemps 1791, Marie-Catherine s'installe avec sa famille à Mannheim, capitale de l'Électorat du Palatinat. À l'automne 1792, elle se sentit suffisamment en sécurité pour retourner à Everberg. Le séjour aux Pays-Bas fut de courte durée. Début novembre 1792, Marie-Catherine doit à nouveau quitter Everberg pour se rendre à Maastricht à cause de l'invasion française le 1er novembre 1792. Mais à Maastricht, Marie-Catherine et sa famille n'étaient pas en sécurité. La France avait également déclaré la guerre aux Provinces Unis au début de l’année 1793, ce qui entraîna le siège de Maastricht. Maastricht fut bombardée pendant dix jours et Marie-Catherine, son mari, ses enfants et petits-enfants furent terrifiés. Au printemps 1793, les Autrichiens parviennent à reprendre les Pays-Bas méridionaux. Marie-Catherine et sa famille se réconcilient enfin avec les Habsbourg autrichiens et retournent à Bruxelles.
Marie-Catherine-Josèphe, comtesse de Merode et princesse de Rubempré et d’Everberg, est décédée le 26 mars 1794 dans son hôtel particulier à Bruxelles. Elle avait un peu moins de cinquante-et-un ans. Malade depuis un certain temps, elle avait reçu les derniers sacrements et la sainte onction en février 1794. Le 28 mars, elle a été enterrée avec tous les honneurs dans l'église Saint-Martin d’Everberg puis inhumée dans la crypte de la famille de Merode-Rubempré dans la chapelle Saint-Hubert de la même église.